# Thomas Bossart
Thomas Bossart von Altishofen  (OSB) (Taufname Kaspar) (* 16. September 1858 in Altishofen; † 7. Dezember 1923 in Einsiedeln) war 53. Abt des Klosters Einsiedeln.

## Leben
Thomas (Kaspar) Bossart war der Sohn des Gerichtsschreibers Kaspar Bossart und der Verena Schiffmann. Ab Herbst 1872 besuchte er die Stiftsschule Einsiedeln. Nach Beendigung der Schule meldete er sich 1878 im dortigen Kloster als Novize, wo er im September 1878 seine Ordenskleidung erhielt. Am 8. September 1879 legte er die Profess ab. Nachdem er 1880 zum Subdiakon und 1882 zum Diakon geweiht worden war, folgten am 20. April 1884 die Priesterweihe sowie die feierliche Primiz am 25. Mai 1884. Ab Herbst 1884 studierte Bossart an der Gregoriana in Rom, wo er am 26. Mai 1886 zum Doktor der Theologie promoviert wurde. Nach seiner Rückkehr in die Heimat übernahm er die Stelle eines Professors für Dogmatik und Kirchengeschichte (1890/93) und Introduktion (1892/93) in der klostereigenen theologischen Hauslehranstalt.
1894 war er Professor am Ordenskollegium in Rom, bevor er am 9. Dezember 1895 zum Dekan des Stiftes Einsiedeln ernannt wurde. Nach dem frühen Tod von Abt Columban Brugger 1905 wurde Thomas Bossart am 30. Mai 1905 zum neuen Abt des Klosters Einsiedeln gewählt. Die Benediktion übernahm Abtprimas Hildebrand de Hemptinne am 11. Juni 1905. Während seiner Amtszeit liess Abt Bossart zahlreiche Um- und Sanierungsarbeiten im Kloster vornehmen. Nach aussen hin wurde die Arbeitsbereiche des Klosters erweitert, indem für die stark anwachsende Mönchsgemeinschaft neue auswärtige Stellen übernommen wurden. Abt Thomas Bossart starb am 7. Dezember 1923. Seine feierliche Beisetzung erfolgte am 12. Dezember 1923.

## Publikationen
- Warum tue ich mit der St. P. Claver-Sodalität mit?: Festrede des hochwürdigsten Herrn Dr. Thomas v. Aquin Bossart Abt von Maria Einsiedeln…, von Thomas Bossart, Maria Einsiedeln vom 27.–31. August 1912 in der Google-Buchsuche
- P. Bernhard Christen von Andermatt, Titularerzbischof von Stauropolis gewesener General des Kapuzinerordens, 11. März 1909: Worte der Erinnerung gesprochen …, von Thomas Bossart, Institutskirche zu Ingenhohl, 15. März 1909 in der Google-Buchsuche
- 4 Briefe, 1 Visitenkarte an Heinrich Angst (1847-1922), von Thomas Bossart (Abt in Einsiedeln), 1909 in der Google-Buchsuche 58 Seiten